# Cesta (Trebnje, Slovenija)
Cesta je naselje u slovenskoj Općini Trebnju. Cesta se nalazi u pokrajini Dolenjskoj i statističkoj regiji Jugoistočnoj Sloveniji.

## Stanovništvo
Prema popisu stanovništva iz 2002. godine naselje je imalo 57 stanovnika.